# John A. Davis
John Alexander Davis (nacido el 26 de octubre de 1961) es un director de cine, escritor, animador, actor de doblaje y compositor estadounidense conocido por su trabajo tanto en animación stop-motion como en animación por computadora, acción en vivo y híbridos de acción en vivo/CGI. Davis es conocido por cocrear la franquicia Jimmy Neutron de Nickelodeon, que gozó de popularidad entre principios y mediados de la década de 2000.

## Primeros años
Davis comenzó a animar cuando era niño usando la cámara 8 mm de sus padres para filmar figuras de acción en stop motion. Su interés por la animación comenzó cuando vio una película en stop motion llamada Icharus en un festival de cine. Trabajó en la película stop motion El Triángulo de las Bermudas en 1981 mientras aún asistía a la Universidad Metodista del Sur, donde se graduó en 1984.[cita requerida]

## Carrera

### Producciones K&H
Poco después de su graduación, Davis se unió a la compañía de animación K&H Productions, trabajando con el animador 2-D Keith Alcorn. Pronto, Davis hizo la transición de la animación con plastilina a la animación en 2D con la ayuda de Alcorn. K&H realizó trabajos de producción para comerciales, televisión de acceso público, animación de televisión por cable y festivales de cine. K&H Productions se declaró en quiebra a principios de 1987; ese mismo año se fundó DNA Productions.

### Jimmy Neutron: Boy Genius
A Davis se le ocurrió la idea de Jimmy Neutron: Boy Genius (entonces llamado Johnny Quasar) en algún momento durante la década de 1980 y escribió un guion titulado Runaway Rocketboy (más tarde el nombre del segundo piloto) que luego fue abandonado. Mientras se mudaba a una nueva casa a principios de la década de 1990, se topó con el guion y lo reelaboró como un cortometraje titulado Johnny Quasar y lo presentó en SIGGRAPH, donde conoció a Steve Oedekerk y Trabajó en una serie de televisión, así como la película.

### El acosador de hormigas
En 2006, dirigió la película The Ant Bully (película) y después de que Tom Hanks se le acercara para dirigir la película. La producción de la película hizo que Davis renunciara a la producción de Jimmy Neutron en enero de 2003. Cedió su puesto como ejecutivo a cargo de la producción a Steve Oedekerk. También dirigió el Videojuego de la película.

### Película propuesta deNeopets
Davis estaba listo para dirigir un próximo largometraje basado en Neopets con Warner Bros., junto con el productor Dylan Sellers y el escritor Rob Lieber. Originalmente estaba programado para lanzarse el 20 de abril de 2009, pero se cambió a 2011 y luego se cambió a invierno de 2012, antes de finalmente cancelarse sin anunciar ningún otro proyecto.

## Nominaciones
En 2000, Davis compitió por un Emmy junto con otros 8 en la categoría Programa animado destacado (por programar más de una hora) por Olive, la otra reindeer, pero perdió ante Walking with Dinosaurs de Discovery Channel.
En 2002, Davis fue nominado a un Oscar junto con Steve Oedekerk en la categoría de Mejor Película Animada por Jimmy Neutron: Boy Genius, pero perdió ante Shrek de DreamWorks Animation.

## Filmografía
| Año                                 | Película                                                        | Trabajo                                                                                         |
| ----------------------------------- | --------------------------------------------------------------- | ----------------------------------------------------------------------------------------------- |
| 1981                                | Triángulo de las Bermudas                                       | Director, Animador como John Davis                                                              |
| 1984                                | Bombón de sangre del espacio exterior                           | Efectos visuales Sin acreditar                                                                  |
| 1989                                | ¡Gato Asustado!                                                 | Agradecimientos especiales como John A. D.                                                      |
| 1990                                | Guerra del condado de Macon                                     | Compositor                                                                                      |
| 1992                                | La historia de Nippoless Nippleby                               | Actor Voz de Nippoless Nippleby                                                                 |
| Béisbol de rana                     | Grabador de sonido, agradecimiento especial como John Davis     |                                                                                                 |
| 1993                                | Valores básicos: sexo, conmoción y censura en la década de 1990 | Compositor                                                                                      |
| 1995                                | Las aventuras de Johnny Quasar (prototipo de Jimmy Neutron)     | Director, Escritor, Animador                                                                    |
| 1997                                | Santa contra el muñeco de nieve 3D                              | Especial de TV Director, Productor, Escritor, Supervisor de Animación, Director Técnico         |
| 1998                                | Sushi de dibujos animados                                       | Series de TV Voces Adicionales                                                                  |
| 1999                                | Olive, el otro reno                                             | Especial de TV Director de animación, Productor ejecutivo de animación, como John Davis         |
| 2001                                | Jimmy Neutrón: Niño Genio                                       | Director, Productor, Escritor, Director de Animación, Actor Voz de Octapuke Kid, Guard y Bennie |
| La Realización de 'Jimmy Neutron'   | Yo mismo                                                        |                                                                                                 |
| 2002                                | Papá Noel contra el muñeco de nieve 3D                          | Director, Productor, Escritor, Supervisor de Animación                                          |
| 2002–2006                           | Las aventuras de Jimmy Neutron, niño genio                      | Series de TV Creador, Productor, Guionista                                                      |
| 2004                                | La hora del poder de Jimmy Timmy                                | Telefilme Creador: Las aventuras de Jimmy Neutron, niño genio, Productor                        |
| Jimmy Neutron: Win, Lose and Kaboom | Telefilme Creador, Productor                                    |                                                                                                 |
| 2006                                | The Ant Bully (película)                                        | Director, Productor, Guionista, Actor (voz de Ant #19)                                          |
| The Ant Bully                       | Videojuegos Director                                            |                                                                                                 |
| 2010–2013                           | Planeta Sheen                                                   | Series de televisión Consultor creativo Basado en personajes creados por, como John Davis       |

### Internet
| Año  | Título                              | Role     |
| ---- | ----------------------------------- | -------- |
| 2016 | Caricaturas VS Cáncer               | Él mismo |
| 2016 | Podcast de animación de Nickelodeon | Él mismo |

## Astrofotografía
Desde aproximadamente 2007, Davis se ha convertido en un reconocido astrofotografía, publicando imágenes de alta resolución, generalmente campo amplio en revistas de astronomía, y en la NASA.
En 2009, Davis fundó en gran parte y continúa dirigiendo APSIG, el Grupo de Interés Especial en Astrofotografía, asociado con la Sociedad Astronómica de Texas de Dallas.

## Premios y distinciones
Premios Óscar
| Año  | Categoría                   | Película                  | Resultado |
| ---- | --------------------------- | ------------------------- | --------- |
| 2002 | Mejor película de animación | Jimmy Neutron, Boy Genius | Nominado  |